# Xã Provo, Quận Fall River, Nam Dakota
Xã Provo (tiếng Anh: Provo Township) là một xã thuộc quận Fall River, tiểu bang Nam Dakota, Hoa Kỳ. Năm 2010, dân số của xã này là 33 người.